# Le Barboux
Le Barboux település Franciaországban, Doubs megyében. Lakosainak száma 238 fő (2022. január 1.). Le Barboux Le Russey, Narbief, Villers-le-Lac és La Chenalotte községekkel határos.

## Népesség
A település népességének változása:
| Lakosok száma | 170  | 134  | 156  | 227  | 246  | 251  | 238  | 228  | 226  | 238  |
|               | 1968 | 1982 | 1990 | 2006 | 2013 | 2015 | 2017 | 2019 | 2020 | 2022 |